# Orthopodomyia peytoni
Orthopodomyia peytoni är en tvåvingeart som beskrevs av Leguizamon och Diego Leonardo Carpintero 2004. Orthopodomyia peytoni ingår i släktet Orthopodomyia och familjen stickmyggor. Inga underarter finns listade i Catalogue of Life.